# Anolis barahonae
Anolis barahonae är en ödleart som beskrevs av  Williams 1962. Anolis barahonae ingår i släktet anolisar, och familjen Polychrotidae.

## Underarter
Arten delas in i följande underarter:
- A. b. barahonae
- A. b. albocellatus
- A. b. ininquinatus
- A. b. mulitus